# Lutjanus johnii
Lutjanus johnii es una especie de peces de la familia Lutjanidae en el orden de los Perciformes.

## Morfología
• Los machos pueden llegar alcanzar los 97 cm de longitud total.

## Hábitat
Es un pez de mar de clima tropical y asociado a los  arrecifes de coral que vive hasta 80 m de profundidad.

## Distribución geográfica
Se encuentra desde el África Oriental hasta Fiyi, las Islas Ryukyu y Australia.

## Uso comercial
En Hong Kong es una especie habitual de los mercados de pescado vivo.